# 늘해랑
늘해랑(본명: 오지혜, 1989년 10월 13일 ~ )은 대한민국의 가수이다.
현재 거주지는 서울특별시이다.

## 학력
- 백제예술대학교 실용음악학과 졸업

## 데뷔
- 2011년 오지혜 싱글 앨범 "괜찮으면"

## 음반
- 2011년 오지혜 The First Single Album '괜찮으면'
- 2016년 데뷔의 조각 Part 1 `담담한 내심장`
- 2017년 데뷔의 조각 Part 2 `왜이리`
- 2017년 임준우 'Only you (Feat. 늘해랑, Uye4)'
- 2020년 EP `사랑의 조각`

## 가족 관계
- 언니 : 강소리